# Amy Wesson
Amy Wesson (nacida en 1977) es una modelo estadounidense de Tupelo (Misisipi).

## Carrera
Wesson fue descubierta a la edad de 16 años mientras trabajaba en una tienda de ropa en un centro comercial. Ha realizado campañas publicitarias para el perfume Angel de Thierry Mugler, Christian Dior, Versace, Calvin Klein, Valentino, BCBG, Max Azria, Missoni y Moschino.
Wesson ha hecho dos portadas de la versión italiana de Vogue y además ha sido portada de W. Fue la modelo de la portada para el lanzamiento de 1998 de Smashing Pumpkins', Adore.
En 2001, Wesson fue presentada en el Sports Illustrated Swimsuit Issue.
Ha firmado con las agencias Marilyn (Nueva York y París), Why Not (Milán), y Modelwerk (Hamburgo).